# Les Riceys
Les Riceys település Franciaországban, Aube megyében. Lakosainak száma 1192 fő (2022. január 1.). Les Riceys Avirey-Lingey, Bagneux-la-Fosse, Balnot-sur-Laignes, Bragelogne-Beauvoir, Gyé-sur-Seine, Mussy-sur-Seine, Neuville-sur-Seine és Molesme községekkel határos.

## Népesség
A település népességének változása:
| Lakosok száma | 1567 | 1505 | 1421 | 1367 | 1304 | 1271 | 1243 | 1212 | 1207 | 1192 |
|               | 1968 | 1982 | 1990 | 2006 | 2013 | 2015 | 2017 | 2019 | 2020 | 2022 |